# Минерал Велс (Тексас)
Минерал Велс (енгл. Mineral Wells) град је у америчкој савезној држави Тексас. По попису становништва из 2010. у њему је живело 16.788 становника.

## Демографија
Према попису становништва из 2010. у граду је живело 16.788 становника, што је 158 (0,9%) становника мање него 2000. године.
| Група             | 2000.          | 2010.          |
| Белци             | 11.835 (69,8%) | 10.712 (63,8%) |
| Афроамериканци    | 1.487 (8,8%)   | 1.309 (7,8%)   |
| Азијати           | 110 (0,6%)     | 91 (0,5%)      |
| Хиспаноамериканци | 3.265 (19,3%)  | 4.423 (26,3%)  |
| Укупно            | 16.946         | 16.788         |